# مارتین رائول بارلوکو
مارتین رائول بارلوکو کاناله (زادهٔ ۱۹ دسامبر ۱۹۷۷ در مونته‌ویدئو) بازیکن فوتبال اهل اروگوئه است که در پست دروازه‌بان بازی می‌کند. وی هم‌اکنون در باشگاه فوتبال روچا در دسته دوم اروگوئه بازی می‌کند.

## دوران حرفه‌ای
نخستین تجربهٔ بین‌المللی بارلوکو در کلمبیا بود. در سال ۲۰۰۴ در دسته دوم فوتبال کلمبیا برای پومای کاساناره بازی کرد. سپس در تورنئو آپرتورا ۲۰۰۵ به دیپورتیوو کویندیو در دسته اول فوتبال کلمبیا پیوست ولی حضورش کوتاه بود و به اروگوئه بازگشت.
او در ۲۹ سالگی راهی ایران شد و به باشگاه برق شیراز پیوست. حضور او در این تیم موفقیت‌آمیز بود و سپس برای مس رفسنجان و گسترش فولاد نیز بازی کرد. بارلوکو گفته است که با وجود تفاوت‌های فرهنگی، به‌خوبی با ایران سازگار شد، زبان فارسی را یاد گرفت و طی پنج سال حضور در لیگ ایران، بیش از ۱۵۰ بازی انجام داد و کاپیتان تیمش بود.

### باشگاه روچا
وی در سال ۲۰۱۷ به‌عنوان بازیکن آزاد به روچا پیوست. در ۱۸ سپتامبر ۲۰۲۰، در دیداری مقابل ریسینگ مونته‌ویدئو، صدمین بازی خود را برای این تیم انجام داد و در همان بازی مورد تقدیر قرار گرفت.

## آمار باشگاهی
| باشگاه                 | کشور    | سال        |
| ---------------------- | ------- | ---------- |
| فنیکس                  | اروگوئه | ۱۹۹۹–۲۰۰۰  |
| ال تانکه سیسلی         | اروگوئه | ۲۰۰۰–۲۰۰۳  |
| پومای کاساناره         | کلمبیا  | ۲۰۰۴       |
| دیپورتیوو کویندیو      | کلمبیا  | ۲۰۰۵       |
| دیپورتیوو کولونیا      | اروگوئه | ۲۰۰۵       |
| ریور پلیت (مونته‌ویدئو) | اروگوئه | ۲۰۰۶       |
| رامپلا جونیورز         | اروگوئه | ۲۰۰۶–۲۰۰۷  |
| برق شیراز              | ایران   | ۲۰۰۷–۲۰۰۸  |
| مس رفسنجان             | ایران   | ۲۰۰۸–۲۰۰۹  |
| برق شیراز              | ایران   | ۲۰۰۹–۲۰۱۱  |
| گسترش فولاد            | ایران   | ۲۰۱۱–۲۰۱۲  |
| رامپلا جونیورز         | اروگوئه | ۲۰۱۲–۲۰۱۳  |
| روچا                   | اروگوئه | ۲۰۱۳–۲۰۱۴  |
| اتناس سن کارلوس        | اروگوئه | ۲۰۱۴–۲۰۱۵  |
| دیپورتیوو مالدونادو    | اروگوئه | ۲۰۱۵–۲۰۱۶  |
| روچا                   | اروگوئه | ۲۰۱۷–اکنون |

## افتخارات
| عنوان                                     | باشگاه | کشور    | سال       |
| ----------------------------------------- | ------ | ------- | --------- |
| قهرمانی در نیم‌فصل لیگ دسته آماتور اروگوئه | روچا   | اروگوئه | ۲۰۱۹      |
| قهرمانی لیگ دسته آماتور اروگوئه           | روچا   | اروگوئه | ۲۰۱۹–۲۰۲۰ |

## حواشی در ایران
در تاریخ ۱ مرداد ۱۴۰۴ رسانه‌های داخلی ایران خبر دادند که باشگاه برق شیراز پس از ۱۴ سال طلب مارتین رائول را پرداخت و با او تسویه‌حساب کرده است. رائول سال‌ها پیش (۱۳۹۵ شمسی) علیه این باشگاه تشکیل پرونده داده و حتی حکم کسر ۳ امتیاز آنها را گرفته بود، اما نتوانسته بود طلبش را وصول کند.